# Szepietowo Podleśne
Szepietowo Podleśne (do 2009 Szepietowo-Podleśne) – wieś w Polsce położona w województwie podlaskim, w powiecie wysokomazowieckim, w gminie Szepietowo.
Zaścianek szlachecki Podleśne należący do okolicy zaściankowej Szepietowo położony był w drugiej połowie XVII wieku w powiecie brańskim ziemi bielskiej województwa podlaskiego. W latach 1975–1998 miejscowość administracyjnie należała do województwa łomżyńskiego.
Wierni kościoła rzymskokatolickiego należą do parafii św. Anny w Dąbrówce Kościelnej.

## Historia
Wieś wzmiankowana w wieku XVI w spisie miejscowości Ziemi bielskiej.
W roku 1827 było tu 4 domy i 80 mieszkańców. Podleśne wchodziło w skład dóbr Szepietowo. W 1886 we wsi osad 7, grunty o powierzchni 10 morgów.
W 1921 r. wyszczególniono:
- wieś Szepietowo-Podleśne z ośmioma budynkami z przeznaczeniem mieszkalnym oraz 43 mieszkańcami (23 mężczyzn i 20 kobiet). Wszyscy podali narodowość polską.
- folwark Szepietowo-Podleśne. Naliczono tu 5 budynków z przeznaczeniem mieszkalnym oraz 83 mieszkańców (32 mężczyzn i 51 kobiet). Wszyscy podali narodowość polską[10].

W latach 1954–1972 miejscowość wchodziła w skład Gromady Szepietowo-Stacja.
Według stanu ludności z 31 grudnia 2011 r. wieś liczyła 82 osoby.

## Zabytki
- drewniana rzeźba św. Jana Nepomucena (zwana Nepomukiem), osłonięta metalowym daszkiem w miejsce zniszczonej, drewnianej kapliczki z roku 1806[13]. Obecnie znajduje się tu replika figury. Oryginalną barokową, z połowy w. XVIII, przeniesiono do kościoła św. Anny w Dąbrówce Kościelnej[14].

## Galeria

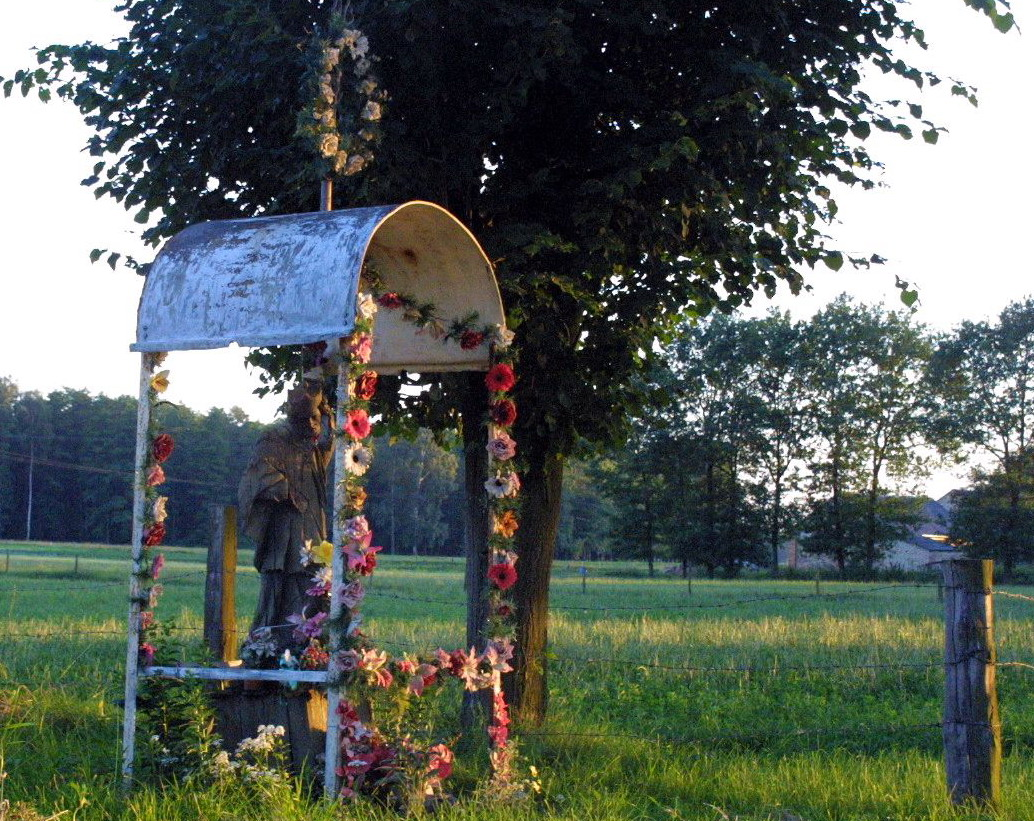
Kapliczka św. Jan Nepomucena z barokową rzeźbą z poł. XVIII w.
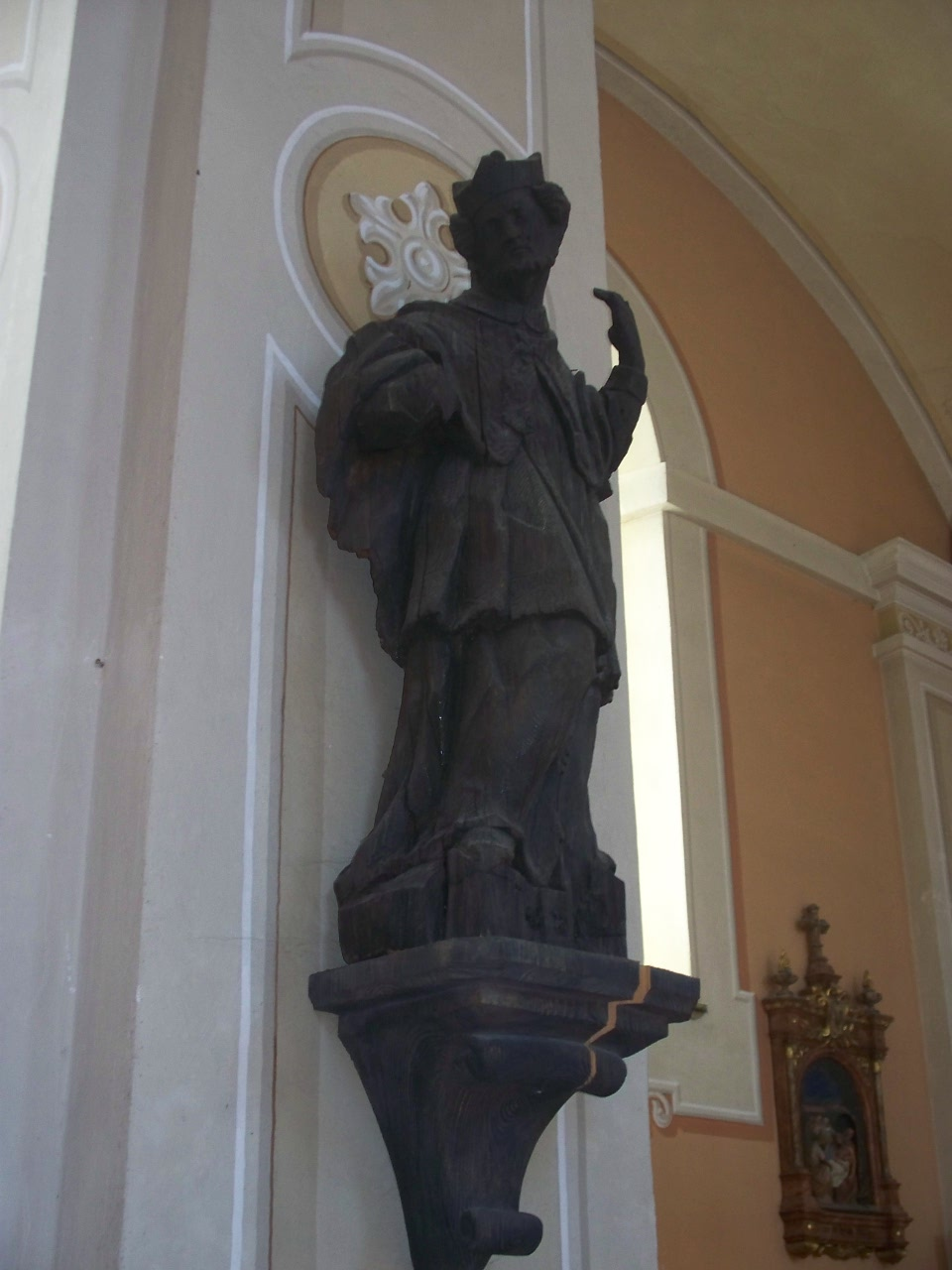
Oryginalna rzeźba z kościoła pw. św. Anny w Dąbrówce Kościelnej
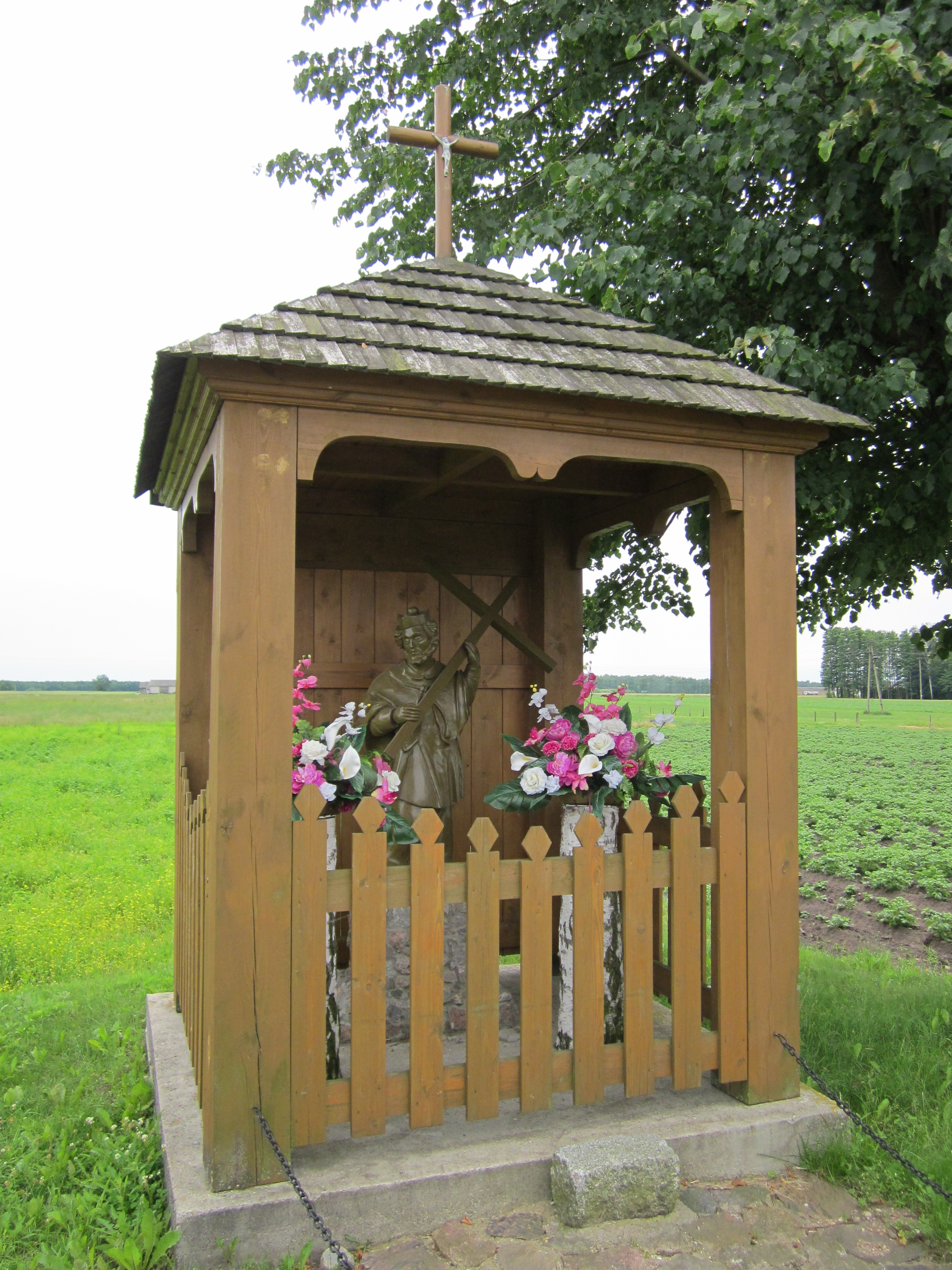
Obecna kapliczka stan na 2012 r.
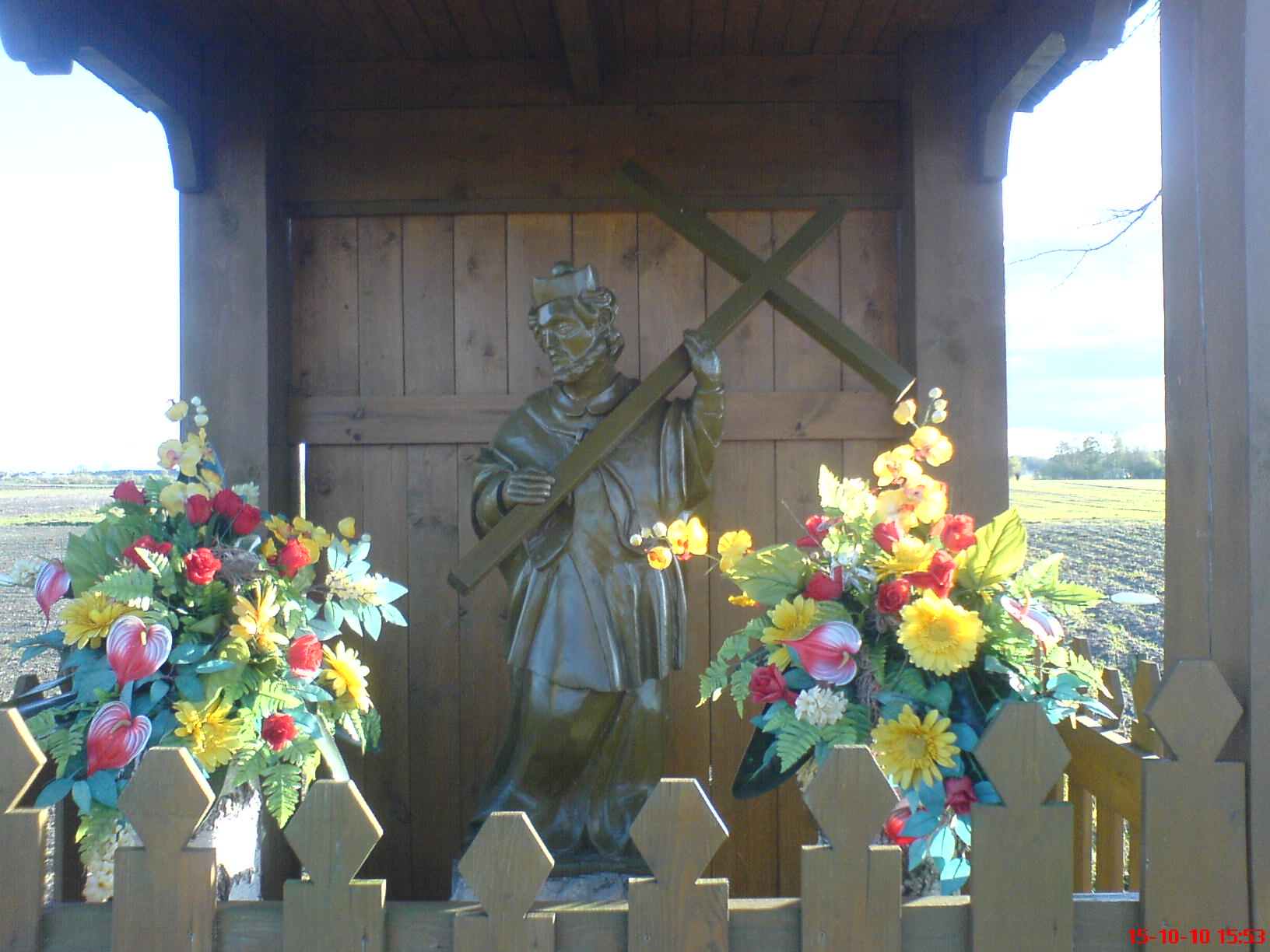
Kopia rzeźby św. Jan Nepomucena